# Dexia
Dexia, ein an den Börsen in Brüssel und Paris notierter Bankkonzern mit Hauptsitz in Brüssel, ist vornehmlich in der Finanzierung der öffentlichen Hand tätig. Dexia wurde 1996 durch die Fusion von Crédit Communal de Belgique (gegründet 1860) und Crédit Local de France (gegründet 1987) geformt. Der Dexia-Börsengang erfolgte am 2. Januar 1997 mit einem Startkurs von 6,86 Euro je Aktie. Aufgrund massiver Probleme des Konzerns im Zuge der Finanzkrise 2011 wird die Bank in mehrere Einheiten aufgespalten.
Die Konzernzentrale ist der Rogier Tower, mit 38 Etagen und 145 Metern in den Jahren 2002 bis 2006 in Brüssel gebaut, der bis 2012 als Dexia Tower bekannt war.

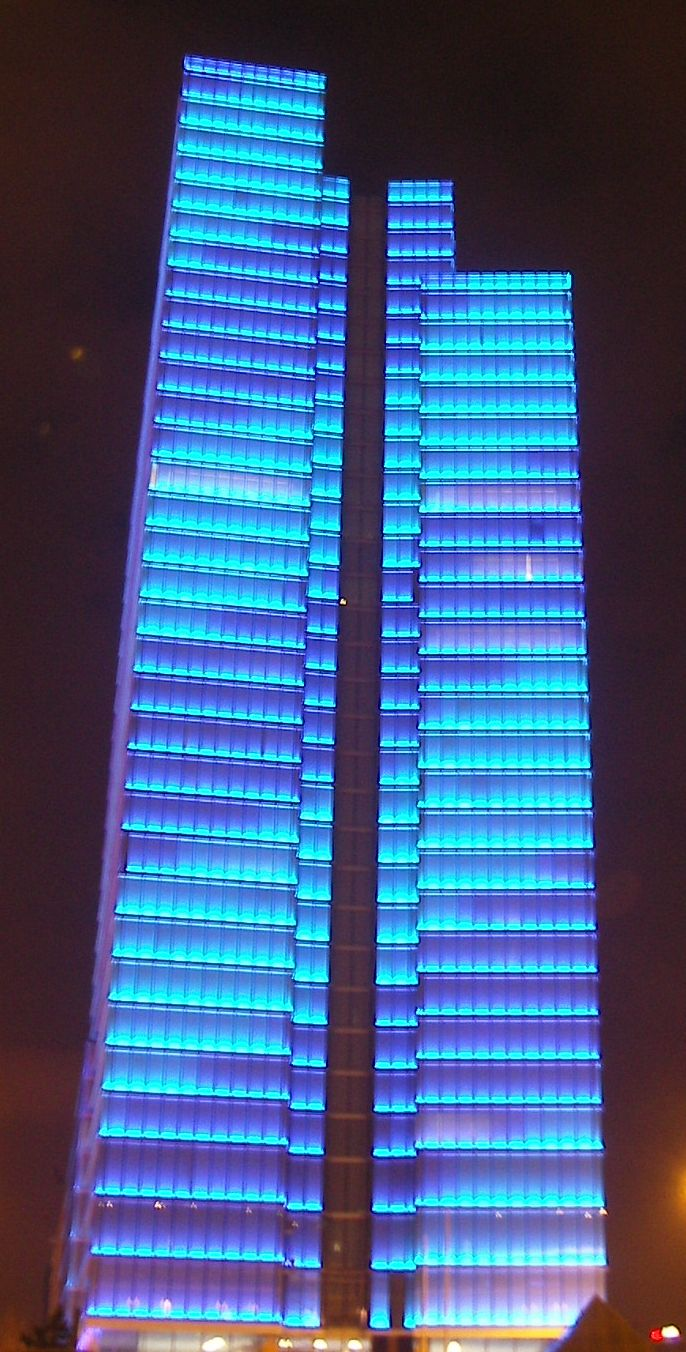
Der illuminierte Rogier Tower bei Nacht

## Geschichte

### Finanzkrise ab Herbst 2008
Aufgrund der internationalen Finanzkrise erhielt die Dexia Group am 3. Oktober 2008 Staatsbeihilfen von jeweils drei Milliarden Euro von Belgien und Frankreich und 376 Millionen Euro von Luxemburg. Dafür erhielten Belgien und Frankreich Anteile von jeweils 5,7 Prozent an der Dexia.
Die finanziellen Probleme der Dexia ergaben sich insbesondere aus der kurzfristigeren Refinanzierung zu niedrigeren Zinsen von längerfristigen Darlehen an Kommunen. Durch die Austrocknung des Interbanken-Geldmarktes als Folge der Lehmann-Pleite versiegte diese Refinanzierungsquelle. Das Geschäftsmodell und der Zusammenbruch ähnelt damit dem der Depfa Bank in Dublin/Irland, eine Tochtergesellschaft der deutschen Pfandbriefbank Hypo Real Estate (HRE).
Nachdem in den ersten Oktobertagen des Jahres 2008 die Aktiennotierung eingebrochen war, gaben am 9. Oktober 2008 die Regierungen der Staaten von Frankreich, Belgien und Luxemburg eine Garantieerklärung für die Dauer eines Jahres ab, um der Bank die Aufnahme weiterer Kapitalmittel zu ermöglichen.
Im Februar 2009 verkündete die Dexia Bank, dass sie 2008 3,326 Milliarden Euro bzw. 4,2 Milliarden US-Dollar Verlust gemacht hat.
Die EU-Kommission war nicht vom Rettungsplan für die Dexia-Gruppe überzeugt und leitete eine Untersuchung dazu ein. Am 14. Oktober 2009 gab die EU-Kommission die Zustimmung, die Staatsgarantien von Frankreich, Belgien und Luxemburg für die Dexia-Gruppe bis zum 31. Oktober 2010 zu verlängern. Dexia verkauft mit „Dexia Epargne Pension“ sein Lebensversicherungsgeschäft an BNP Paribas. Das geschäftsführende Verwaltungsratsmitglied der Bank Pierre Mariani kündigte an, dass Dexia entschlossen sei, die Staatsgarantien bis Ende 2010 abzulösen. Zum 30. Juni 2010 verzichtete die Dexia vorzeitig auf sämtliche Staatsgarantien.
Am 4. Oktober 2011 wurden massive finanzielle Probleme der Dexia bekannt, die auch die deutsche Tochter betreffen.
Noch drei Jahre nach Ausbruch der Finanzkrise hat die Bank ihre Altlasten immer noch nicht in den Griff bekommen. Im zweiten Quartal 2011 hatte die Gruppe vier Milliarden Euro Verlust gemeldet. Die Bank, deren Geschäftsmodell auf die Finanzierung öffentlicher Kreditgeber wie Kommunen, Städte und Staaten gerichtet war, hatte sich mit 3,8 Milliarden Euro in griechischen Staatsanleihen und mit einer Milliarde Euro in griechischen Privatanleihen engagiert. Darum hat Dexia im ersten Semester 2011 auf die Griechenlandanleihen einen Wertabschlag von 21 Prozent, das sind 377 Millionen Euro, vorgenommen, nachdem sich die Regierungschefs auf eine Beteiligung des Privatsektors am Schuldenschnitt für Griechenland geeinigt hatten.

Das Dexia-Logo bis Ende Februar 2012

### Aufspaltung
Am 10. Oktober 2011 kündigte die Dexia S.A die Aufspaltung der Bank an. Zudem sollen 95 Milliarden Euro an riskanten Wertpapieren in eine Bad Bank ausgelagert werden.
Außerdem werde die gesamte Bank von Belgien, Frankreich und Luxemburg mit Staatsgarantien in Höhe von 90 Milliarden Euro ausgestattet, wovon Belgien einen Anteil von 60,5 Prozent tragen wird. Luxemburgs Anteil an diesem Garantieprogramm beträgt 3 Prozent, was auf max. 2,7 Milliarden Euro veranschlagt wird. Zusammen mit den von 2008 verbliebenen Restgarantien bürgt der Staat Luxemburg in diesem Zusammenhang für vier Milliarden Euro, was 9,6 Prozent des Luxemburger Bruttoinlandprodukts im Jahre 2010 entspricht. In einem bis Mai 2012 befristeten Übergangsabkommen garantieren Belgien, Frankreich und Luxemburg Anleihen in Höhe von 45 Milliarden Euro.
| Unternehmen/ Geschäftsbereich | Verkauf | Logo                                                              |
| ----------------------------- | --- | ----------------------------------------------------------------- |
| Dexia Banque Belgique         | Die Bank wurde zum 20. Oktober 2011 von der belgischen Regierung für vier Milliarden Euro übernommen. Am 1. März 2012 gab die Dexia Banque Belgique bekannt, sich den Namen Belfius Banque & Assurances zu geben. | Das neue Logo der Belfius Banque & Assurances ab März 2012        |
| Dexia BIL                     | Am 20. Dezember wurde bekannt, dass die Investmentgruppe Precision Capital, hinter der das Emirat Katar steht, 90 Prozent an der Banque internationale à Luxembourg (BIL) übernehmen wird. Die restlichen Anteile von 10 Prozent werden durch den luxemburgischen Staat übernommen. Insgesamt beläuft sich der Kaufpreis auf 730 Millionen Euro. | Das neue Logo der Banque internationale à Luxembourg ab März 2012 |
| Dexia MA                      | Das Geschäft mit der französischen Kommunalfinanzierung, die Dexia Municipal Agency, wurde von der französischen Dexia-Tochter Dexia Crédit Local abgespalten und mittels der Holding Société de Financement Local (SFIL) zu 75 Prozent vom französischen Staat übernommen, 20 Prozent der Anteile liegen bei der französischen Staatsbank Caisse des Dépôts et Consignations (CDC) und die restlichen 5 Prozent bei der Postbank (La Banque Postale). Die Dexia Municipal Agency wurde in Caisse Française de Financement Local umbenannt. | Das Logo der neuen Caisse Française de Financement Local          |
| DenizBank                     | Am 8. Juni 2012 gab die russische Sberbank bekannt, dass sie für ca. drei Milliarden Euro die türkische DenizBank übernehmen wird. Nach der kartellrechtlichen Freigaben wurde die Übernahme am 28. September 2012 abgeschlossen. | Das Logo der DenizBank                                            |
| RBC Dexia Investor Services   | Der am 3. April 2012 angekündigte Verkauf des Anteils von Dexia von 50 Prozent an RBC Dexia Investor Services an die Royal Bank of Canada wurde am 27. April 2012 abgeschlossen. Das Unternehmen nennt sich seitdem RBC Investor Services. | Das Logo der Royal Bank of Canada                                 |
| Dexia AM                      | Am 13. Dezember 2012 wurde bekanntgegeben, dass Dexia Asset Management für 380 Millionen Euro an den strategischen Investor GCS Capital aus Hongkong verkauft wird. GCS verkaufte zum selben Preis im September 2013 an New York Life weiter. Aus Dexia AM wurde sodann im Zuge der Neustrukturierung seit dem 13. Februar 2014 die Investor Gruppe Candriam. | Dexia Asset Management-Logo                                       |

## Aktionärsstruktur
Die Dexia Group hatte zum Jahresende 2017 folgende Aktionärsstruktur:
| Anteil  | Aktionär                                   |
| ------- | ------------------------------------------ |
| 52,78 % | Belgischer Staat (B)                       |
| 46,81 % | Französischer Staat (F)                    |
| 0,41 %  | Institutionelle Investoren und Mitarbeiter |

## Aktivitäten im Ausland

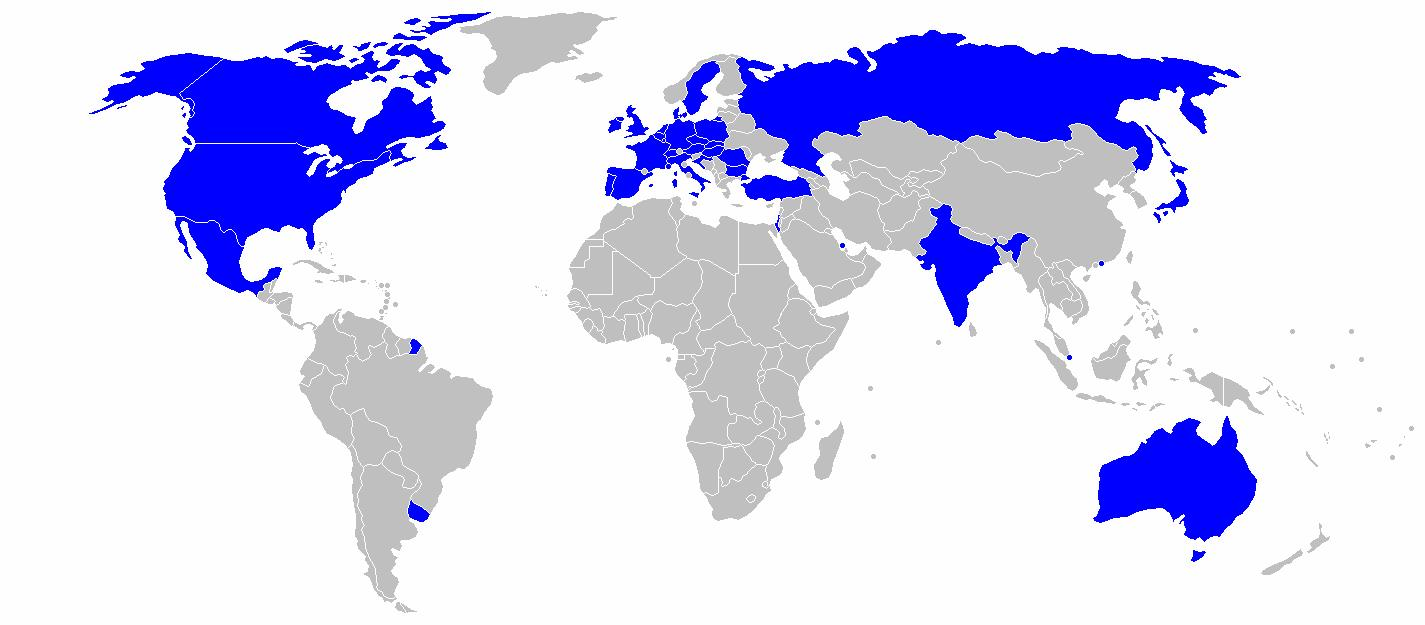
Regionen der Aktivität des Konzerns

- In Deutschland gehörte die Tochter Dexia Kommunalbank Deutschland AG (bis Februar 2006: Dexia Hypothekenbank Berlin AG) mit Sitz in Berlin zum belgisch-französischen Konzern. Zum Ende des Geschäftsjahres 2004 hatte das deutsche Tochterunternehmen eine Bilanzsumme von 35,05 Milliarden Euro und gehört somit zu den größten deutschen Banken (Platz 36). Ihr Standort ist Berlin. Im Dezember 2018 übernahm die Landesbank Hessen-Thüringen (Helaba) die Dexia Kommunalbank Deutschland für 352 Millionen Euro.[32]
- In Österreich war sie bis zum 3. November 2008 Minderheitsaktionär der Kommunalkredit Austria, bei der 2008 die Volksbank Gruppe Mehrheitseigentümer war. Die Kommunalkredit wurde an diesem Tag durch eine Not-Verstaatlichung vor dem Bankrott gerettet.
- In Luxemburg hatte die Crédit Communal de Belgique im Jahr 1992 bereits eine Mehrheit an der Banque Internationale à Luxembourg (BIL) übernommen, die sie im Jahre 1996 mit in die Fusion eingebracht hatte. Diese Tochter hieß bis zur Aufspaltung der Dexia-Gruppe Dexia-BIL und ist nach der Anzahl der Filialen und der Privatkunden die zweitgrößte Bank in Luxemburg nach der Spuerkeess und vor der BGL BNP Paribas. Am 10. Oktober 2011 hatte Luxemburgs Finanzminister Luc Frieden mitgeteilt, dass eine Finanzgruppe aus Katar bereit sei, die luxemburgische Dexia-Tochter Dexia-BIL zu übernehmen.[33]Dexia-BIL, Luxemburg-Hollerich

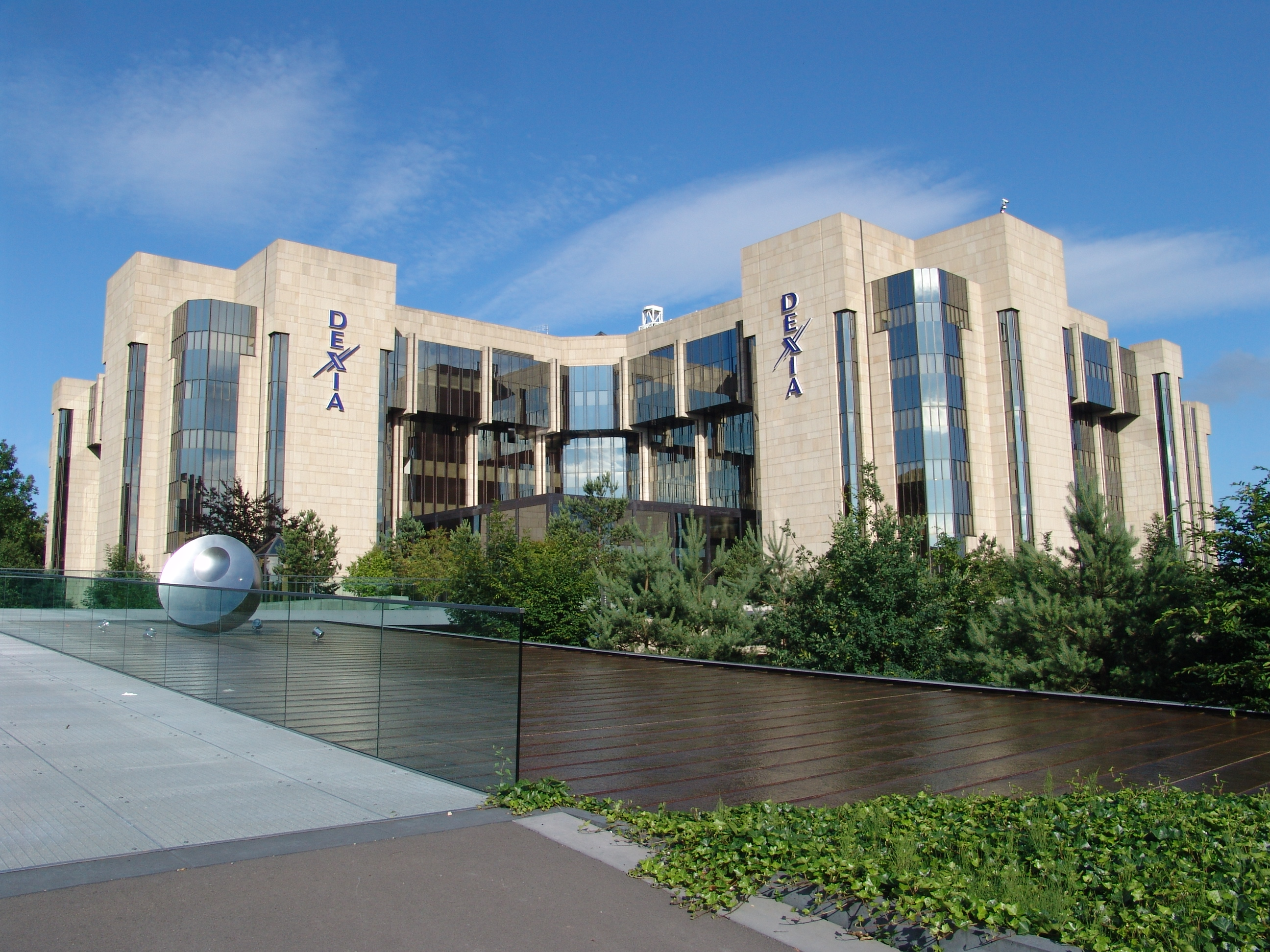
Dexia-BIL, Luxemburg-Hollerich

- Aus der Zusammenarbeit mit der Royal Bank of Canada war die Tochter RBC Dexia entstanden; mit Sitz in London und einem Finanzzentrum in Luxemburg.[34] Auch diese Beteiligung wurde im Zuge der Aufspaltung der Dexia-Gruppe verkauft.
- Die amerikanische Versicherungsgesellschaft Financial Security Assurance Inc. (FSA) wurde von März bis Juni 2000 übernommen.[35][36] Im November 2008 angekündigt, wurde das Unternehmen bis Juli 2009 von der Assured Guaranty Ltd. übernommen und in Assured Guaranty Municipal Corp. (AGM) umbenannt.[37]